# Resolutie 680 Veiligheidsraad Verenigde Naties
Resolutie 680 van de Veiligheidsraad van de Verenigde Naties werd op 14 december 1990 aangenomen. Dat gebeurde met veertien stemmen voor en de onthouding van Canada.

## Achtergrond
Nadat in 1964 geweld was uitgebroken tussen de Griekse- en Turkse bevolkingsgroep op Cyprus, stationeerden de VN de UNFICYP-vredesmacht op het eiland. Die macht wordt sindsdien om het half jaar verlengd. 
In 1974 bezette Turkije het noorden van Cyprus, na een Griekse poging tot staatsgreep. In 1983 werd dat noordelijke deel met Turkse steun van Cyprus afgescheurd. Midden 1990 begon het toetredingsproces van (Grieks-)Cyprus tot de Europese Unie, maar de EU erkende de Turkse Republiek Noord-Cyprus niet.

## Inhoud
De Veiligheidsraad:
- neemt nota van de rapporten van de Secretaris-Generaal over de VN-operatie in Cyprus;
- bemerkt de aanbeveling van de Secretaris-Generaal om de macht met een periode van zes maanden te verlengen;
- bemerkt ook het akkoord van de Cypriotische overheid voor het behoud van de macht na 15 december 1990;
- bevestigt resolutie 186 (1964);

1. verlengt de VN-vredesmacht nogmaals met een verdere periode tot 15 juni 1991;
2. vraagt de Secretaris-Generaal om zijn bemiddeling voort te zetten, de Veiligheidsraad op de hoogte te houden en tegen 31 mei 1991 te rapporteren over de uitvoering van deze resolutie;
3. roept alle betrokken partijen op om te blijven samenwerken met de macht.

## Verwante resoluties
- Resolutie 649 Veiligheidsraad Verenigde Naties
- Resolutie 657 Veiligheidsraad Verenigde Naties
- Resolutie 682 Veiligheidsraad Verenigde Naties
- Resolutie 697 Veiligheidsraad Verenigde Naties (1991)

Lijst ·  647 ·  648 ·  649 ·  650 ·  651 ·  652 ·  653 ·  654 ·  655 ·  656 ·  657 ·  658 ·  659 ·  660 ·  661 ·  662 ·  663 ·  664 ·  665 ·  666 ·  667 ·  668 ·  669 ·  670 ·  671 ·  672 ·  673 ·  674 ·  675 ·  676 ·  677 ·  678 ·  679 ·  680 ·  681 ·  682 ·  683